# Hjembæk Sogn
Hjembæk Sogn var et sogn i Holbæk Provsti (Roskilde Stift). Sognet blev 1. oktober 2012 lagt sammen med Svinninge Sogn til Hjembæk-Svinninge Sogn.
I 1800-tallet var Svinninge Sogn anneks til Hjembæk Sogn. Begge sogne hørte til Tuse Herred i Holbæk Amt. Hjembæk-Svinninge sognekommune blev ved kommunalreformen i 1970 indlemmet i Svinninge Kommune, der ved strukturreformen i 2007 indgik i Holbæk Kommune.
I sognet findes følgende autoriserede stednavne:
- Aggersvold (ejerlav, landbrugsejendom)
- Bøssehuse (bebyggelse)
- Godthåb (bebyggelse)
- Hjembæk (bebyggelse, ejerlav)
- Hjembæk Frihed (bebyggelse)
- Hørløkke (bebyggelse)
- Langholm (bebyggelse)
- Lille Stokkebjerg (bebyggelse)
- Lysebjerg (bebyggelse)
- Petersborg (bebyggelse)
- Skelbæk (bebyggelse)
- Stokkebjerg (bebyggelse, ejerlav)